# Рікардо Грігоре
Рікардо Грігоре (рум. Ricardo Grigore, нар. 7 квітня 1999, Бухарест) — румунський футболіст, захисник клубу «Динамо» (Бухарест).

## Клубна кар'єра
Народився 7 квітня 1999 року в місті Бухарест. Вихованець футбольної школи клубу «Динамо» (Бухарест). Дорослу футбольну кар'єру розпочав 2018 року в основній команді того ж клубу, кольори якої захищає й донині.

## Виступи за збірну
З 2018 року залучався до матчів молодіжної збірної Румунії, у її складі поїхав на молодіжний чемпіонат Європи 2019 року в Італії.